# 維爾福反作弊系統
Valve防作弊系統（英語：Valve Anti-Cheat，缩写：VAC）是一款由維爾福公司開發的反作弊解決方案，同時也是Steam遊戲開發平台的元件之一，首次出現在2002年的絕對武力1.6版中。在2006年11月的一周之中，VAC偵測到了超過一萬個作弊行為。在2012年，據統計有超過一百五十萬個Steam帳戶被VAC停權。到了2013年，VAC已被用在Steam平台的超過60款遊戲之中。
當VAC偵測到玩家的系統有作弊出現時，它會在初次偵測到作弊約數天到數周的時間後才將作弊者停權。它也會在玩家的記憶體或硬體偵測到錯誤時將玩家踢出遊戲。VAC不會將像是偵測到作弊日期或作弊類型的資訊透露給玩家。

## 简介
2001年，反作弊软件PunkBuster停止了针对《反恐精英》的支持，Valve着手开发自己的反作弊程序 —— VAC，2002年首次运用到了《反恐精英》当中，当时被VAC认定为有作弊行为的玩家的数据会被上传给Valve官方的一个专用服务器，该服务器把数据传输给各个第三方服务器，当这些作弊玩家试图进入游戏时将被阻止。
Steam客户端流行起来后，VAC的检测状态与Steam账号直接关联，被VAC封禁的玩家，其装备库存将遭到冻结，交易市场、流媒体传输等功能将受限使用。其Steam个人主页会永久显示VAC封禁记录，但也有用户发现在7年后（2600天左右）主页的VAC BAN会消失，但通过Steam api查看时，VAC状态仍然存在，对此Valve尚未做出回应。
VAC的封禁（帐号停权）只作用于同一个画面引擎的游戏、或单一游戏本身。例如某个玩家修改了《使命召唤：现代战争2》的引擎文件从而导致Steam账号被停权，即使他的Steam页面被标记了“VAC不良记录”，“封禁”仅作用于这一个游戏，并不影响其他游戏的运行和多人联网。如果在《反恐精英：起源》进行了作弊，该玩家将无法在所有Source引擎的游戏进行多人联网。
为了更有力地打压游戏作弊，Valve为《反恐精英：全球攻势》推出了“Overwatch（监管模式）”系统，对于在比赛中出现了疑似作弊行为、但系统无法断定是否作弊的玩家，游戏记录下他们的游玩录像，这个视频会被发送给参加了反作弊计划的志愿者，由他们对疑似作弊玩家的操作进行评估，最后将志愿者的评估数据进行汇总，以确认该玩家是否作弊。

## 優點
- 透過Steam全面整合，包括替任何更新作業使用Steam架構網路。
- 延遲的停權可以遏止作弊製作者的準確度和获取時間上的資訊。這樣會減少作弊程式的補充來源以阻止想在線上游玩时作弊的玩家。

## 缺點
- VAC不會偵測“內容駭客”，舉例來說，材質透明度和顏色是可被篡改的，因為這不會牽涉到修改任何程式碼。在Source引擎遊戲中，創建“pure”伺服器（sv_pure）的選項可以防止自製內容複寫遊戲的預設值，如此的方法就是用來減輕這個問題。[8]然而這個設定沒有套用在決勝時刻：現代戰爭2和決勝時刻：現代戰爭3，因為這兩款遊戲除了config檔案以外不允許編輯任何遊戲檔案。不少被VAC误封的玩家将VAC封禁戏谑为“VACation” 。[9]

## 争议
尽管VAC对于作弊玩家，抓到一个就要从重处理，但它在历史上仍然出现了对正常玩家进行封禁（误杀）的情况：
1. 2002年发布的最早版本的VAC会把遇到了“内存溢出”等系统错误的玩家当成作弊者而直接封禁。
2. 在Linux系统下通过Cedega（现在的WineX）运行游戏会被认定为作弊。
3. 2010年7月，超过1.2万名玩家在进行《使命召唤：现代战争2》多人对战的过程中突然被VAC封禁。原因是Steam更新了一个DLL文件，该文件与VAC系统发生了冲突，导致识别错误。维尔福随后给被误杀的玩家恢复了账号的正常状态，并送去了一份正版Left 4 Dead 2作为赔偿。
4. 2011年1月，一些正在游玩《使命召唤：现代战争2》、《使命召唤：黑色行动》的玩家被VAC封禁，原因是他们的电脑感染了Win32/Spyeye.H木马，游戏过程中这个病毒正在运行。
5. 2011年6月，一些游玩《军团要塞2》的玩家被VAC封禁，官方对这些玩家的账号进行了解封，但没有解释误杀的原因。
6. 2017年3月，使用了例如CEVO等第三方游戏服务器浏览器的玩家，在游玩《反恐精英：全球攻势》的过程中遭到VAC误杀。
7. 2017年11月，来自中国安徽合肥地区的玩家，在网吧游玩时，疑因网吧安装了疑似外挂的程序，导致了玩家上机后被VAC封禁，经完美世界官方联系维尔福的VAC团队后解封。

## 外部連結
- Official VAC discussion forum （页面存档备份，存于）